# 徳川家達
徳川 家達（とくがわ いえさと、旧字体：德川 家達󠄁、1863年8月24日〈文久3年7月11日〉 - 1940年〈昭和15年〉6月5日）は、日本の政治家、名望家。位階・勲等・爵位は従一位大勲位公爵。幼名は亀之助（かめのすけ）。号は静岳（せいがく）。世間からは「十六代様（じゅうろくだいさま）」と呼ばれた。
1865年（元治2年）に御三卿の田安徳川家第7代当主、徳川慶喜謹慎後の1868年（慶応4年）に徳川宗家第16代当主となり、明治初期に静岡藩主（知藩事）を務める。廃藩置県後に貴族院議員となり、1903年（明治36年）から1933年（昭和8年）までの30年にわたって第4代から第8代までの貴族院議長を務めた。またワシントン軍縮会議全権大使、1940年東京オリンピック組織委員会委員長、第6代日本赤十字社社長、華族会館館長、学習院評議会議長、日米協会会長、恩賜財団紀元二千六百年奉祝会会長なども歴任。大正期には組閣の大命も受けた（拝辞）。

## 生涯

### 誕生と出自
1863年（文久3年）7月11日、江戸城田安屋敷において、田安家第5代当主・徳川慶頼の三男として誕生した。幼名は亀之助。慶頼は第14代将軍・徳川家茂の将軍後見職であり、幕府の要職にあった。母は高井武子。家達は家茂および第13代将軍・徳川家定の再従兄弟にあたる。
1865年（元治2年）2月5日、実兄・寿千代の夭逝により田安家を相続する。1866年（慶応2年）に将軍・家茂が後嗣なく死去した際、家茂の近臣および大奥の天璋院や御年寄・瀧山らは家茂の遺言通り、徳川宗家に血統の近い亀之助の宗家相続を望んだものの、わずか4歳の幼児では国事多難の折りの舵取りが問題という理由で、また静寛院宮、雄藩大名らが反対した結果、一橋家の徳川慶喜が第15代将軍に就任した。

### 家督相続と静岡藩主・知藩事
大政奉還・王政復古・江戸開城を経て、1868年（慶応4年）閏4月29日、新政府から慶喜に代わって徳川宗家相続を許可され、一族の元津山藩主・松平斉民らが後見役を命ぜられた。当時、数え年で6歳だった。
5月18日に亀之助を改め、家達と名乗ることになった。5月24日、駿府藩主として70万石を与えられる。その領地は当初駿河国一円と遠江国・陸奥国の一部であったが、9月4日に陸奥国に代えて三河国の一部に変更された。
8月9日に中老・大久保一翁、大目付・加藤弘蔵など約100人を共にした行列を連れて江戸を出発し、徳川家所縁の地である駿河府中（現：静岡市葵区）へ向かった。6歳の家達に随行した御小姓頭取の伊丹鉄弥は以下のように記録している。「亀之助殿の行列を眺める群衆、それが何だか寂しそうに見えた。問屋場はいずれも人足が余計なほど出て居る。賃銭などの文句をいふ者は一人半個もない。これが最後の御奉公とでも云いたい様子であった。途中で行逢ふ諸大名も様々で、一行の長刀を見掛けて例の如く自ら乗物を出て土下座したものもある。此方は乗物を止めて戸を引くだけのこと。そうかと思へば赤い髪を被って錦切れを付けた兵隊が、一行と往き違いざまに路傍の木立に居る鳥を打つ筒音の凄まじさ。何も彼も頓着しない亀之助殿であった」。また年寄女中の初井は、駕籠の中から五人囃子の人形のようなお河童頭がチョイチョイ出て「あれは何、これは何」と道中の眺めを珍しげに尋ねられ、これに対して、左からも右からもいろいろ腰をかがめてお答え申しあげたと伝えている。
江戸にいた旗本や御家人などの旧幕臣は、武器弾薬や金などを取って脱走した反政府派を除くと大きく分けて3つの道があった。政府に仕えて朝臣に転じる道、家達に従って駿府へ移住して駿府（静岡）藩士になる道、藩に暇乞いして農工商に従事する道である。内訳は朝臣に転じたのが5,000戸ほど、駿府へ移住したのが12,000戸ほど、暇乞いしたのが3,600戸ほどだった（暇乞い組の中は生活の困難や当初の計画通りに行かなくなったことなどで後に藩に帰参した者もある）。500石以上の高禄旗本の大半が朝臣に転じたのに対し、小身の旧幕臣に駿府移住組が多かった。70万石の駿府藩でこれほどの規模の家臣団を家禄制のまま召し抱えるのは困難だったので、家禄制は廃止し、今後は役職者には役金、不勤者には扶持米を支給することを藩士たちに申し渡した。大半を占める不勤藩士（不勤だが「勤番組」という名称で組織された）には農工商などの職業に就くことを許可した。そのため扶持米の少ない不勤藩士は農工商業への従事、内職などして生計を立てた。
家達が駿府に到着したのは10月5日だったが、11月には旧江戸城の東京城（皇居）に戻り、明治天皇に拝謁した。函館五稜郭に立てこもった榎本武揚一党の征討を命ぜられたが、駿府へ移住したばかりの家臣たちに函館遠征は困難であったため、後見役の松平斉民が家達の出兵免除の請願書を提出し、田安家の当主に戻っていた父・慶頼と一橋家当主・徳川茂栄が連名で家達の代わりに出陣することを願い出て許され、家達の出陣は免除された。11月18日、従四位下左近衛権少将に叙任、同日さらに従三位左近衛権中将に昇叙転任する。12月5日に再び江戸を発って駿府へ向かった。
1869年（明治2年）4月6日に再び東京に到着し、13日に旧榊原家邸を藩邸として与えられた。7月14日に東京を発って駿府への帰路につく。この留守中の6月に駿府は静岡と改称。また版籍奉還に伴い、1869年（明治2年）6月、静岡藩知藩事に就任し、同時に華族に列する。
静岡における家達の住居ははじめ元城代屋敷だったが、1869年7月に浅間神社前の神官新宮兵部邸（「宮ケ崎御住居」と呼ばれた）に移り、元城代屋敷は藩庁になった。駿府城内の御用談所には毎月10日間ほど出勤し、何の書類か分からぬまま書類に判を押す公務を執ったという。その公務の日以外は藩校の静岡学問所での学問や、小野派一刀流の浅利義明、心形刀流の中条景昭らの指南による剣術の稽古に励んだという。時々遊覧も行い、清水湊まで出向いて三保の松原の羽衣の松を鑑賞したり、漁師の網引きを見物したりした。当時家達に奥詰・家従として仕えた洋画家・川村清雄は家達はとてもおとなしい子供だったと回顧している。夜は男の家臣だけが控える部屋で寝ていたが、泣いたりすることもなく、川村と「お客様ごっこ」をして遊んでいたという。藩重臣たちの相談の結果、旧来将軍家では許されていなかった肉食も健康のため出すことが決まり、家達は牛肉の団子を入れた吸い物などを食べるようになった。
1869年7月に政府が全国の藩に対して藩政と知藩事個人の家政を切り離し公私の区別を付けることを命じた職員令を公布したのに伴い、家達の「宮ケ崎御住居」と慶喜の「紺屋町御住居」に勤務していた藩士たちは個人的使用人として家政に専念することになり、それを示すため9月6日に御側用人は家令、御小姓頭・御用人並・奥詰頭取は家扶、御小姓は一等家従、奥詰は二等家従に改名された。藩財政と藩主個人の家計も制度上は分離されたが、実際には静岡藩の会計方が両方を一元管理したので、結局2年後の廃藩置県まできちんとした分離はできていなかった。
1871年（明治4年）7月、廃藩置県によって知藩事たちは全員免職となり、華族の地位と家禄を保証されて東京へ移住することとなった。家達も8月28日に8人の共だけを連れて静岡を発ち、東京へ向かった。「宮ケ崎御住居」に勤務していた使用人たちは1872年（明治5年）9月に職階に応じた報奨金を出してリストラし、東京の使用人も一部だけを残して同様の処置を取った。その後「宮ケ崎御住居」は人見寧に引き渡され、彼はそこで修学所という学校を経営した。

### 廃藩置県後

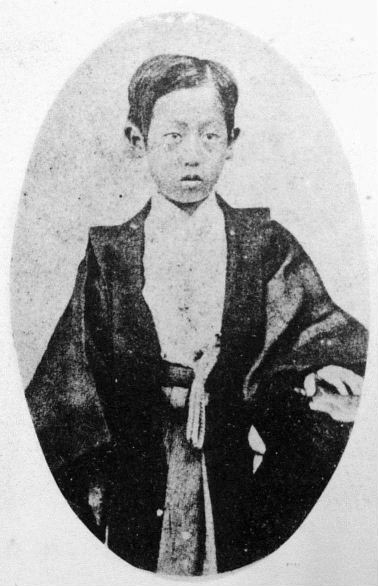
明治初期の10歳の頃の家達

東京到着後、小川町の旧静岡藩邸や牛込戸山の旧尾張藩下屋敷を経て、1872年（明治5年）に赤坂福吉町の元人吉藩邸を3800両で購入し、そこで生活するようになった。赤坂屋敷の別棟には天璋院（13代将軍家定夫人）、本寿院（家定実母）、実成院（14代将軍家茂実母）も同居した。東京に移住した後も旧臣たちによる教育が続けられた。また河田熙、乙骨太郎乙の家塾や中村正直の同人社に通学した。
家達の赤坂屋敷は勝海舟の赤坂氷川町邸とは道路を分け隔てたすぐ近くであり、行き来が多かった。勝海舟と親しくしていたお雇い外国人ウィリアム・コグスウェル・ホイットニー一家の娘クララ（勝の三男・梅太郎と結婚する）は日記の中で1876年（明治9年）12月25日にクリスマスのお祝いでホイットニー家を訪問した家達について「14歳か15歳だが、非常に威厳のある風采の方で、とても色が黒く、濃い赤みがかった鷲鼻、細い目、小さい弓形の口をしておられる」という印象を書いている。家達はホイットニー家と夕食を共にし、クリスマスツリーを囲んで聖歌を歌ってクラッカーを鳴らし、子供同士でゲームをしたが、それについてクララは「徳川家の若殿もそれに元気よく加わって、必要なことはなんでも愛想よくなさり、罰則にもいやがらずに従っておられた」という印象を書いている。
翌年2月17日にはクララ母子が家達に招かれて赤坂福吉町の徳川邸を訪問したが、その時の邸内の様子についてクララは、大勢の使用人が家達の周りに侍っており、道の両側に並んだ使用人たちが深々とお辞儀することや、通された客間や庭園が大変立派であったことや、老婦人3人（天璋院、本寿院、実成院）が28人もの侍女を従えて住んでいることなどを書いている。
1877年（明治10年）には千駄ヶ谷に引っ越した。現在のJR千駄ケ谷駅の南側一帯に位置し、敷地面積10万坪を超える大敷地だった。家達が英国に留学した後の同年10月にこの敷地内に徳川公爵邸となる洋館が完成している。世間からは「千駄ヶ谷御殿」と呼ばれていた。この敷地と建物は1943年（昭和18年）まで徳川公爵家によって使用され続けたが、同年に東京府が錬成道場として利用するために買収して「葵館」と名付けられた。その後、木造建築物は撤去、鉄筋コンクリートの洋館2棟は移築され、1956年（昭和31年）に東京体育館が建設されて現在に至っている。

### 英国留学

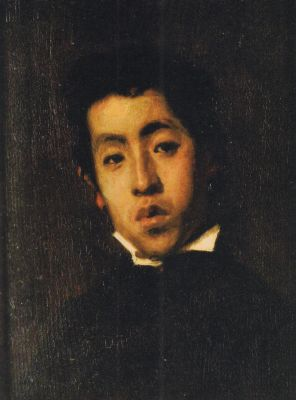
旧臣の洋画家川村清雄が描いた若い頃の徳川家達

1877年（明治10年）6月13日に英国留学のために横浜港からフランスの汽船に乗船。海外渡航経験がある家扶・家従の河田熙、竹村謹吾、大久保三郎、山本安三郎が同行した。以降5年にわたって英国に滞在することになる。8月14日にロンドンに到着し、28日にはスコットランド・エディンバラへ移住し、そこで個人授業を受けた。その後、英国貴族や上流階級の子弟が学ぶパブリックスクールのイートン・カレッジに入学。同校では、寄宿舎での学生による模擬議会に大きな感銘を受けたと回顧している。その後、ケンブリッジ大学に進学したとする人名辞典も存在するが、誤りと思われる。実際は大学ではなく、ロンドン郊外にあったテーラー・ジョーンズの経営する私塾のシドナム・カレッジで学んでいたようである。英文で日本に手紙を送るなど、英語には熟達していたようである。地方議会を傍聴したり、ロンドンの街歩きなどもしたようである。また1880年（明治13年）6月22日付けの『東京曙新聞』によればイギリスの物産品を日本にいる天璋院に贈ったという。
1878年（明治11年）8月から9月にかけてはフランスとイタリアにも旅行。フランスではパリ万国博覧会を見学し、ここで当時仏国博覧会事務局員としてパリに出張中だった旧臣の平山重信、成島謙吉、三田佶らと顔を合わせたと見られ、フランス留学中である水戸徳川家の徳川昭武にもパリの案内をしてもらっている。また大久保利通の次男で当時ロンドン公使館書記生を務めていた同世代の牧野伸顕とも親しくなった。イタリア留学中の旧臣の川村清雄にも手紙をよく送っている。川村への手紙の中には寄宿先のエルド夫人の姪が可愛いので好きだという外国人女性への好意を明らかにしている。
家達の英国滞在中、日本では天璋院が義弟（天璋院は徳川家定に嫁ぐ前に近衛家の養女になっていた）にあたる近衛忠房の長女・泰子（近衛篤麿の妹・近衛文麿の叔母）と家達の縁組をまとめていた。オックスフォードかケンブリッジへの進学を希望していた家達のもとに1882年（明治15年）秋に婚儀を心待ちにする天璋院から帰国を求める手紙が届いたため、留学を切り上げて日本に帰国することになった。

### 英国からの帰国後

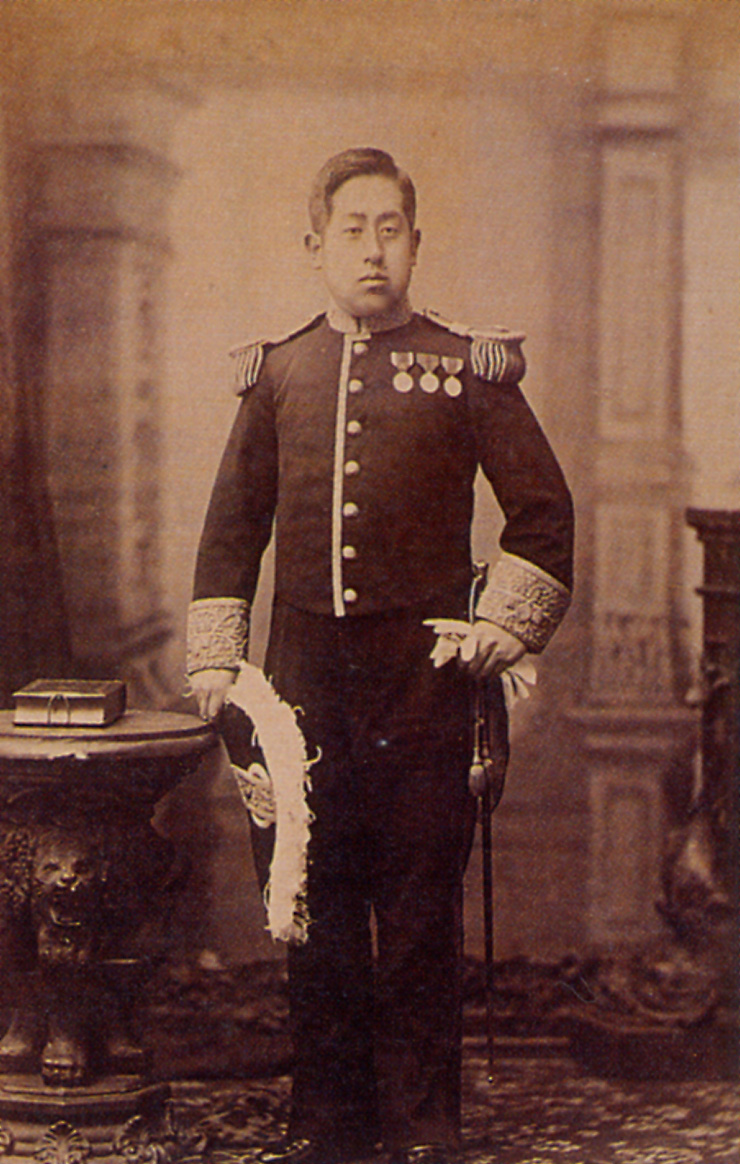
徳川家達

19歳になっていた1882年（明治15年）9月にロンドンを発ち、10月に帰国。帰国間もない11月6日に近衛泰子と結婚。彼女との間に嫡男・家正をはじめとする一男三女を儲ける。
帰国後ただちに麝香間祗候（勅任官待遇の宮中の名誉職）に就任。1884年（明治17年）に華族令が制定されて華族が五爵制になり、家達は最上位の公爵に叙された。
1887年（明治20年）10月31日、明治天皇が千駄ヶ谷の徳川公爵邸に行幸した。徳川家にとっては1626年（寛永3年）に後水尾天皇が二条城を行幸して以来261年ぶりの名誉となった。そのイベントは盛大に催され、明治政府と徳川家の和解を象徴するかのようなイベントになった。勝海舟、大久保一翁、山岡鉄舟といった旧臣達や伊藤博文首相以下の閣僚たちも招待された。旧臣の大草高重ら十数名の流鏑馬が天覧に供されている。この行幸を喜んだ旧福井藩主・松平春嶽は海舟・一翁・鉄舟らの功労のおかげだと謝意を表明した。明治天皇の行幸があった徳川公爵邸の建物は「日香苑」と改名され昭和期に至るまで「明治天皇聖蹟」として保存され続けた。
1888年（明治21年）10月20日から31日にかけて旧領の静岡県を旅行した。廃藩置県以来17年ぶりの訪問だった。まだ東海道線が全線開通していなかったので、鉄道と馬車と人力車を乗り継いでの旅行だった。旧臣の関口隆吉静岡県知事が県官を引き連れて熱海で出迎えに立っている。久能山東照宮や宝台院、臨済寺、浅間神社、華陽院、吐月峰・片桐且元墓などを参拝し、途中から慶喜も同道し、旧藩士達と会見して親交を深めた。この旅行で接待費や旧藩士たちの子弟の教育費への寄付、寺社への喜捨などで1万円以上の費用を使った。
1890年（明治23年）の帝国議会開設と同時に貴族院議員に就任した。
日清戦争後の1895年（明治28年）には千駄ヶ谷の徳川邸で「旧幕並静岡県出身陸海軍将校諸氏凱旋歓迎会」が催された。榎本武揚が会長を務め、徳川家や旧静岡藩にゆかりのある出征軍人たちを招待したものだった。会場を提供した家達は「天皇陛下の御威徳に由るといえども又豈将士忠勇の致す所にあらさらんや」と挨拶し、陸海軍将兵たちの活躍をたたえた。その後、榎本の発声で「天皇皇后両陛下万歳」「陸海軍来賓万歳」「公爵万歳」が三唱された。また陸海軍軍人たちが「ヤツショ」の掛け声で家達、徳川篤敬（水戸家当主）、徳川厚、徳川達孝（田安家当主）の順番で胴上げを行った。

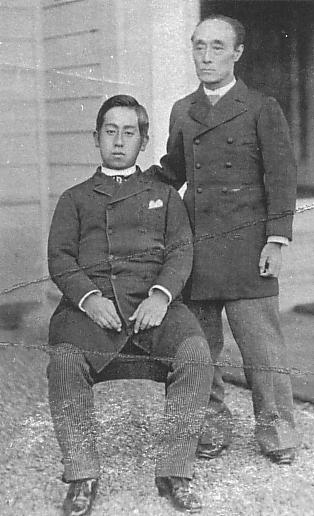
徳川家達と徳川慶喜

1897年（明治30年）には家達の東京移住後も静岡に残っていた慶喜が東京に移り、1898年（明治31年）3月2日に皇居で明治天皇に拝謁した。慶喜には1902年（明治35年）に家達の徳川宗家と別に公爵位が与えられた（徳川慶喜家）。
1898年（明治31年）3月1日には華族会館の館長に就任した。

### 貴族院議長
1903年（明治36年）10月の近衛篤麿の7年の貴族院議長任期満了が近づく中、近衛の病状の悪化により議長後任問題が浮上した。新聞紙上では研究会所属の黒田長成（当時貴族院副議長）と無所属の家達が有力候補として取りざたされていた。家達が有力視されていたのは第9回議会以来、全院委員長（全院委員会とはイギリス議会に倣って導入された制度で院内の議員全員が参加する委員会である。しかし全院委員会の開催はほとんどなくその委員長職は院内の名誉職的な地位だった）の選挙に第10回と第11回議会を除けば（この2回も当選してはいるが、谷干城に迫られ僅差だった）圧倒的票差で当選し続けていたためである。
首相の桂太郎が家達を強く推薦した結果、12月に家達が近衛の後任として第4代貴族院議長に勅任された。この就任の経緯について家達は「明治36年12月3日の事と思ひますが、宮中で桂首相に面会致しましたとき『近衛公の後任として議長に推薦したい』というお話であつたから、私は『議長として当時の副議長の黒田侯爵を昇格せられるのが、もつとも適当と思ひます』と黒田侯を推薦して私は固辞しました。ところが桂首相は『今陛下に拝謁を致し、奏上御裁可を得たる故、是非承諾してくれ』とのことで極力私の就任を慫慂せられましたから、私は熟考の結果、かくまで熱心に推薦せられる以上、拒否するわけにもいかぬと思つて、ついにこれを承諾し、同年の十二月議長に任ぜられたのであります」と述べている。
家達は1903年（明治36年）12月4日より1933年（昭和8年）6月9日まで、延べ31年の長きにわたって貴族院議長を務めた。
議長就任直後に家達は「議員諸君ノ多数ノ御意見に従」うと公言し、議場における「院議」を尊重する態度を示した。以降、家達は各派交渉会をはじめとする院内での意思疎通や貴族院とその時々の内閣との間の交渉に尽力していくことになる。
日露戦争後の1906年（明治39年）4月22日にも千駄ヶ谷の徳川邸で日清戦争の時のような凱旋軍人の慰労会が催された。家達は祭壇の前で戦没者のための祭文を読み上げて玉串をささげ、遺族や凱旋者に対する式辞を読んだ。その後、家達の発声で「天皇陛下万歳」、慶喜の発声で「陸海軍万歳」、榎本の発声で「徳川家万歳」が三唱された。
貴族院議長7年の任期切れの後の1910年（明治43年）にも貴族院議長に再任。この7年の間に家達は議長として「私心」のない「公平」な人物と評価されるようになっていた。政治評論家の鵜崎熊吉は家達について「何の政団にも当たり障りない」家達を「無色透明」と評している。
実際、当時の家達は貴族院の院内会派には所属していなかったが、政治的立場としては衆議院の立憲政友会に近く、政友会の連携によって成立した西園寺公望内閣や、再び立憲政友会との連携によって成立した第1次山本権兵衛内閣に好意的だったが、1914年（大正3年）のシーメンス事件で山本内閣が窮地に陥り、貴族院内でも幸倶楽部派を中心に山本内閣追及が強まり、特に勅選議員の貴族院議員・村田保が執拗に山本内閣を攻撃した。それについて家達は「人身攻撃に渡るような議論をなし、遂に罵詈讒謗至らざるなしといふ、痛烈深刻なもの」だったので「議長としてしばしば注意を加へ、あるひは中止しようかと思った程」であったと回顧している。会議録でも家達と村田は議事日程や発言順などを巡って激しく論争しており、家達は村田の発言を制しようとしている。2月20日に村田が臨時発言を請求すると家達は各派交渉会を開き、そこで従来慣例がないことを理由にそれを却下しつつ、村田の請求は緊急動議で議場の諾否を求めさせることと決した。2月26日に家達は村田の緊急動議の是非を議場に諮り、反対少数だったことから村田の演説を許可したが、演説中に副議長の黒田に議長席を譲って退席している。結局後に村田は議場を混乱させた責任を取って辞表を提出した。

### 幻の「徳川内閣」

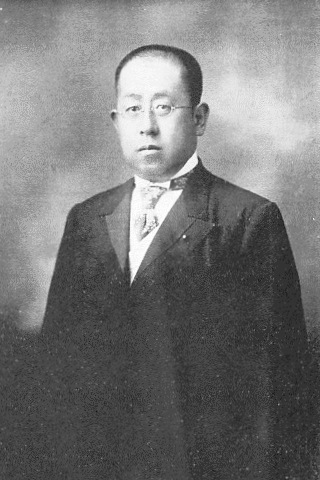
1913年の徳川家達

1914年（大正3年）3月26日に山本内閣が総辞職したのを受けて、27日に元老会議が開かれたが、その場で組閣を勧められた松方正義は老齢を理由に辞退し、代わりに貴族院議長の家達を推挙した。山縣有朋は「徳川公は中正の人にして、門閥と云ひ徳望と云ひ、首相とするに申分なし」と述べつつも「行政上の経験」もなく「其の手腕力量の如何を知ら」ない点が不安で、そもそも家達が組閣の大命を拝受するか疑問を呈した。それに対して松方は平田東助や平山成信といった貴族院議員たちに状況を聴取したうえで判断すると述べて散会となった。元老会議が平田と平山の意見を聴取することとしたのは山本内閣を倒閣に追い込んだ貴族院（特に幸倶楽部派）の意向を重視したためだった。家達が貴族院議長として貴族院の反発を受けない人物であることが貴族院対策として重要だったからである。また家達は政友会との関係が良好だったから「徳川内閣」なら衆議院対策も安定すると考えられた。
平田は、家達が組閣するなら「貴族院は全体一致にて之を歓迎」するだろうが、家達が大命を拝受するかは不明であり、事前に家達に意向聴取すると恐らく拝辞すると思われるので「出し抜け」に大命降下した方が家達が受け入れる可能性が高いと報告した。そのため元老会議は事前に家達に打診せずにただちに家達を奏推することで決定し、元老たちは参内し大正天皇の後継首相の下問に対してその旨を奉答。天皇はこれを認め、家達に参内を命じた。
3月29日10時に参内した家達に大正天皇より組閣の大命があった。即答を避けて翌日奉答するとして退下したが、内大臣の伏見宮貞愛親王に対しては「行政につきて何等の経験もなく、今日の難局に処する所以につきても、亦何等自信なし、万一自ら量らずして、大命を奉じ、徒らに紛糾を重ぬるが如きことありては、却って不忠不臣の責を免かれ」ないので拝辞する意向を示した。
元老会議は平山を家達の千駄ヶ谷邸に派遣して説得にあたったが、平山によればこの時も家達は「時局につきて何らの自信もなく、且つ是れまでに平大臣にても務めたる経験あらば兎も角も、曾て何らの経験もなきに、徒らに大命を拝受しては、却って不忠不義の臣」になるため拝辞すると述べたという。家達の決意が固いことを確認した元老会議は「徳川内閣」を断念し、次の候補者選定を開始した。結局、第2次大隈内閣が成立するのだが、3週間もの政治的空白が生じる事態となった。
しかし組閣に失敗しての大命拝辞ではなかったので、この件が家達の大きな政治的失点になることはなく、この後も貴族院議長に在職し続けた。当時の『東京朝日新聞』（大正3年3月30日）も格別の自信があるならともかく、ただ漫然と大命を拝受するのはやめた方がよく、何か問題があれば本人のみならず一門全体にも迷惑がかかることになる。まだまだ春秋に富む身であり、今後も君国に尽くす機会はある筈なので、今回は拝辞が賢明であるという旧臣の貴族院議員某の意見を載せている。

### 書記官長柳田国男との確執
貴族院書記官長は議長の補佐として、また議会事務局トップとして重責を担う役職である。1914年（大正3年）から1919年（大正8年）にかけてその職位にあった柳田国男と家達の間に重大な確執が生じて政治問題化した。貴族院書記官河井弥八の日記によれば少なくとも1918年（大正7年）5月の段階では両者の間に確執が生じていたようで、この時、同書記官宮田光雄の転出問題をめぐって家達が人事権を持つ書記官長の柳田と相談しなかったという。
同年7月、家達は長男の家正が書記官として勤務している北京公使館を訪問し、その後、中国視察も行うことを考え、河井にその計画の作成を命じ、河井は関係各所を回って準備を整えたが、妻の泰子が病気を患ったため延期となった。柳田は河井に随行を命じるつもりだったが、家達訪中が延期になったので貴族院事務局官制に則り、河井だけ中国への出張を命じた。しかし家達がそれに承諾を与えなかったため、河井の出張も中止となった。柳田は家達が公務ではなく自己都合で書記官の出張を振り回したと思い「議長ノ態度ヲ快シトセス」と不快感をあらわにしている。
その後、両者の関係はさらに悪化していったと見られ、1919年（大正8年）4月16日に家達は首相の原敬に対して柳田の更迭の話を相談している。勅任高等官である貴族院書記官長の実質的な人事権は貴族院議長ではなく内閣にあったためだが、議長との不仲を理由に書記官を更迭するというのは世間からは恣意的な人事に映るので原は慎重だった。この後、柳田は議会閉会を利用して九州旅行をしているが、その間の5月10日の衆議院の火災を聞いて大分県より急遽帰京。この時に柳田が旅行ですぐに駆け付けなかったことが家達の心証を悪くしたという説もあるが、河井の日記からはそうしたことは見いだせない。
家達に近しい法制官僚・岡野敬次郎が宮内大臣・波多野敬直に柳田を宮内省図書頭に異動させることを依頼するようになり（波多野は難色を示している）、家達と柳田の不和の話を聞いた宮内省官僚・倉富勇三郎が柳田に話を聞いたところ、柳田は家達との不仲や岡野が自分を転任させようと画策していることを認め、自分にも辞職の決意はあるが、しばらくは辞表を出さずに家達を困惑させると告げた。
一方、家達は再度の自身の訪中計画の作成を河井に指示し、この際に河井が柳田と面会し「将来ノ進退」を聴取したが、柳田は家達が「偏狭我儘ニシテ自ラ公明ヲ装フモ窃ニ陰険手段を弄ス」点が我慢ならず、近日中にも辞職し「従来ノ情弊ヲ一掃セム為一切ヲ公表」するつもりだと述べた。
家達は河井に自身の訪中の同伴を命じたが、柳田が河井に出張命令を出すことを拒否してきたので、家達は河井を通じて柳田の真意を探るよう指示した。柳田は河井の出張を認めれば書記官が少数になるので業務に支障が出ると答えているが、それは表向きの理由で前述したように柳田は家達が議長付き書記官を私的目的のため働かせることを嫌っていた。家達側はこの柳田の執拗な「嫌がらせ」に困惑しきりであった。
10月10日、中国旅行の暇乞いのため首相の原のもとを訪れた家達は改めて「貴族院書記官長には甚だ困却すとて彼の反抗的行為を物語り相当の配慮を望む」と要求した。内閣としても議会運営に支障が出るのは困るため柳田問題に重い腰を上げるしかなくなった。
家達は10月14日に中国へ向けて出国し、15日に倉富が再び柳田と会見したが、家達の中国訪問期間中は辞職することなく居座ると答えている。
12月になると新聞にも柳田が辞職するという報道が出回るようになり、研究会所属の貴族院議員・水野直が原首相に対して家達と柳田の問題を質問し、原は柳田の辞職で落着する見込みであると答弁している。そして実際に12月21日に柳田は辞職した。代わりに河井が書記官長となった。河井以降は貴族院書記官長の人事は書記官からの昇格のみとなった。事実上内閣により決定されてきた貴族院書記官長の人事は柳田事件を契機として議長の意向が強く反映されるようになったといわれる。

### ワシントン会議全権

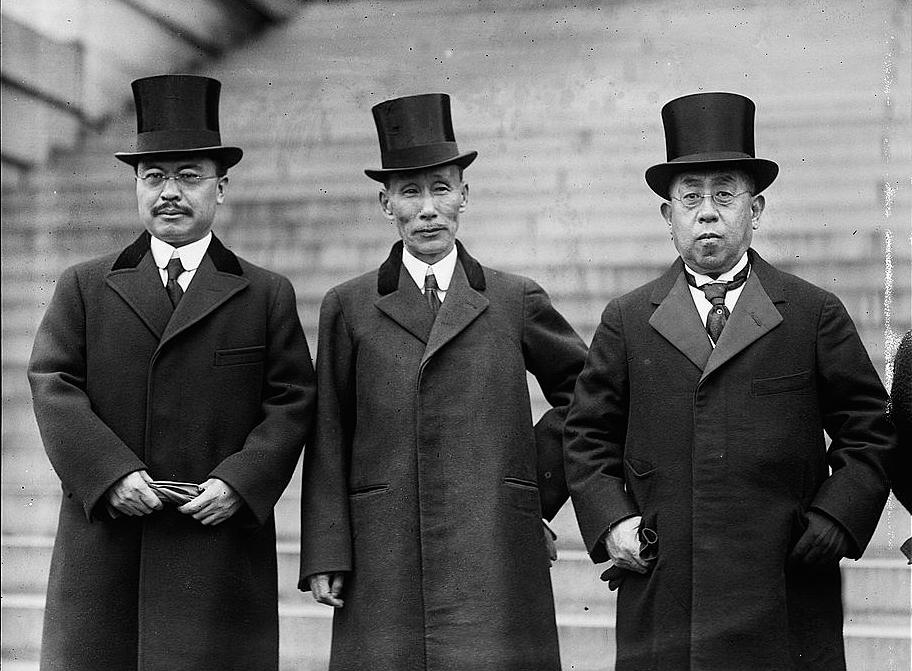
ワシントン軍縮会議前の全権大使、左から駐米大使幣原喜重郎、海軍大臣加藤友三郎、貴族院議長徳川家達

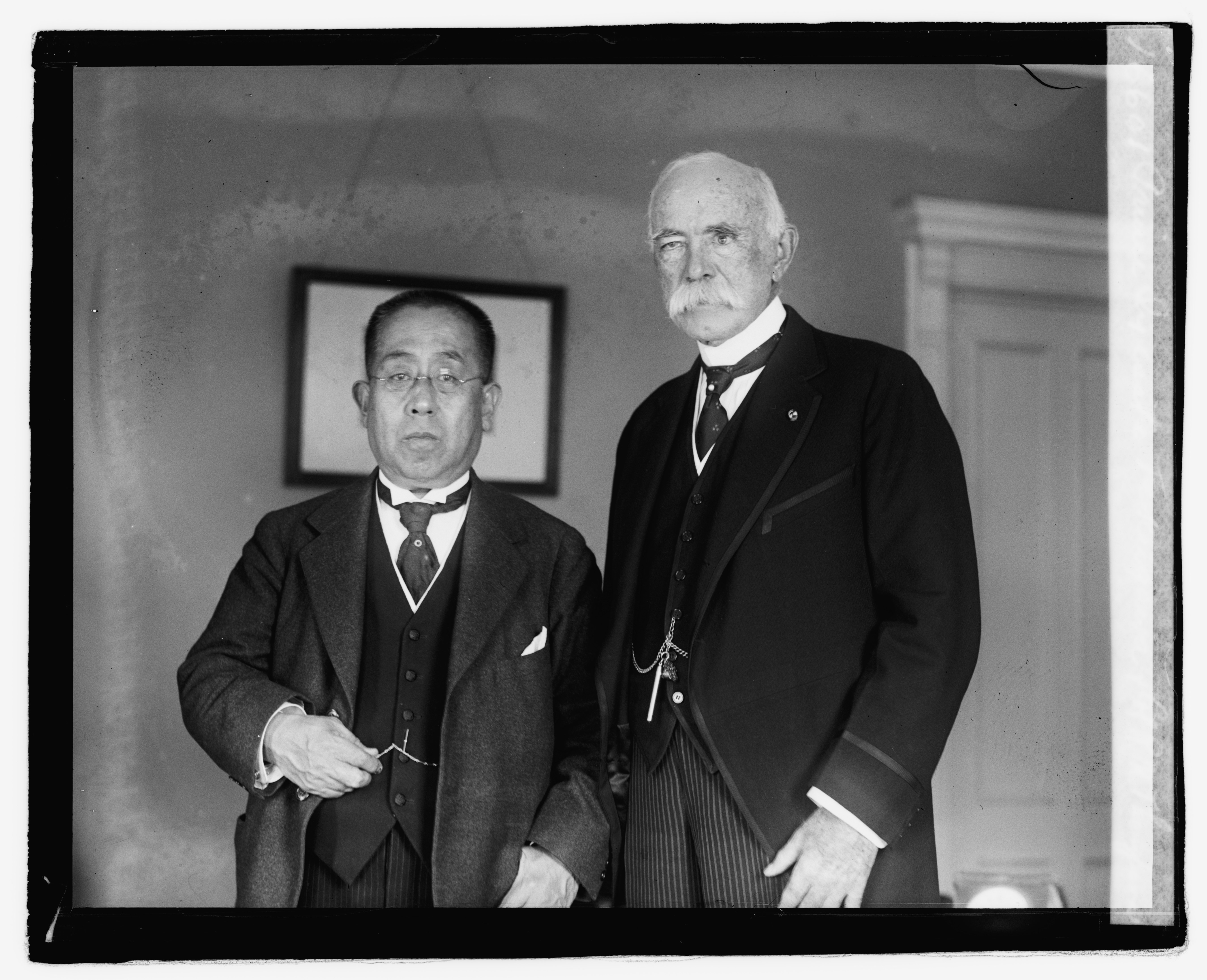
1921年徳川家達とロバート・ミーンズ・トンプソン

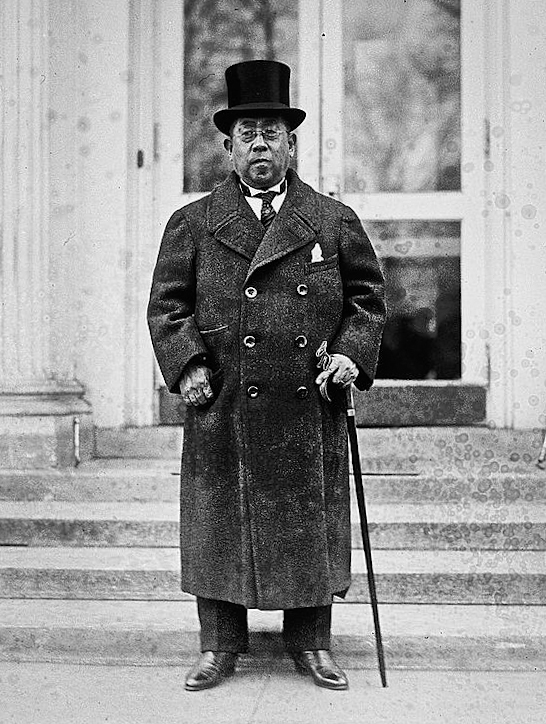
1922年の徳川家達

1921年（大正10年）10月に原内閣はワシントン会議に海軍大臣加藤友三郎、駐米大使幣原喜重郎、そして家達を全権としてワシントンに派遣した。海軍大臣や駐米大使が全権になることに違和感はないが、軍人でも外交官でもない上院議長の家達の派遣は驚きをもって迎えられた。家達が選ばれたのはアメリカがヘンリー・カボット・ロッジら上院議員を全権に選んだことが影響しているといわれる。また原内閣の貴族院対策だったとも指摘されている。一方、家達の玄孫である評論家の徳川家広は家達が日英同盟廃止論者だったので同盟を廃止してアメリカを含めた四カ国条約に発展させるためだったのではないかと指摘している。
しかし、全権に就任するということは原内閣の軍縮などの外交方針に従い、公的な場においてその立場から政治的発言を行うことを意味し、それによってこれまで「無色」の上院議長で通してきた家達に毀誉褒貶すなわち政治的評価が付着する結果になった。それは必ずしも賞賛一辺倒ではなく、原内閣と政治的に対立している人物から多くの批判が寄せられるようになった。貴族院内でも議長批判の声が上がるようになり始めたため、帰国後に河井が対応に奔走することになる。
10月15日に加藤友三郎とともに横浜から汽船の鹿島丸で出航。船内では謡曲を歌ったり、デッキゴルフを楽しんでいた。また「十六代様」「貴族院議長公爵」として揮毫を随分依頼され、イニシャルのIとTから取った雅号「愛汀」の名前で応じている。
11月2日にワシントンに到着。ワシントンでの家達は旧知の英国代表アーサー・バルフォアと親しくした。
シカゴでの演説では「吾々は世界に於ける軍備縮小の目的を達する為め吾々の最善を努めたい覚悟である。そしそれは独り吾々の本国たる日本の為と云ふ許ではなく又同時に世界の平和を保証するものであると信ずる」と語った。また家達は共同通信の記者に対して日米両国間に横たわる誤解の原因を払しょくすることに専念するつもりであり、日米がお互いをよく理解し協力すべきと日米関係改善を試みると発言している。また別の演説の中ではペリー来航の話を絡めて日米外交を開始した徳川将軍家の子孫が今更なる日米友好の発展を期すといった演説も行った。外務省や日本全権団はワシントン会議の動向を報じる各国新聞の論調を注視しており、日本全権団も家達を中心に新聞記者を対象にしたレセプションを開催するなど各国報道陣への対応に注意を払った。
海軍軍縮問題はワシントン会議の成否を分ける重要問題であり、日本海軍の主力艦の比率を対米英7割にするか6割にするかという問題だった。アメリカは6割を要求したが、日本とアメリカの交渉は海軍軍縮専門委員会でも妥協点が見いだせず、協議は難航。そうした中の11月28日（現地時間）の記者会見で家達は7割は海軍随員加藤寛治中将の個人の意見であって「日本海軍問題に関しては日本代表は海軍力比率に関して執るべき最も件名な方策につき目下審議中であるから未だ其の態度を声明する迄には進んでゐない」と述べており、つまり日本全権団として公式に7割を主張しているわけではない旨を記者団の前で発言し、これが12月2日に日本国内で新聞報道された。この発言は日本全権団内で7割を強く主張し続けていた加藤寛治の存在をクローズアップさせると同時に日本全権団内部の不統一を期せずして露呈させた。事は会議全体と国防方針に関わる問題だったため、様々な憶測と混乱を惹起した。
報道が拡散されて日本国内が混乱していたのを受けて、12月1日（現地時間）に家達は再び記者会見し「余は加藤中将の陳述に関して余に質問を発した一新聞記者に対し、右陳述は単に海軍専門家等の意見であるといふ意味を伝へる積りであつたのである、余は加藤中将の意見を反駁する意向は無かつたのである、然るに余の言を以て加藤中将の意見の反駁若しくは否認と解する人々があるらしい。然し余は、毫も此種の観念又は印象を伝へやうとは欲しなかったのである。」と弁明している。
しかし日本国内では7割案だったのを米国に屈従して6割案に譲ったとする全権の弱腰を批判する論調が日増しに高まり、それは渋沢栄一と彼の娘婿で貴族院議員の阪谷芳郎を通じて家達の耳にも入っていた。阪谷は渋沢に「徳川全権ハ当方新聞紙上至テ不評判ナリ」と報告している。
また家達の不在中の貴族院内では細川護立や佐佐木行忠ら研究会の反幹部派が院内会派・無所属（第2次）を組織したことで、会派の活動が活発化して、いきり立った状態になっていた。貴族院書記官長の河井はこの貴族院内の不穏な状況を早期に収める必要性や、これ以上家達がワシントンで声望を落とすことを懸念して家達の早期帰国を提案。他国の全権も一部が帰国しはじめていたこともあって、12月下旬、外務省は家達の早期帰国を決定した。原内閣の貴族院対策のために全権になったと言われていた家達は、後続の高橋是清内閣の貴族院対策のために帰国することになった。
家達の早期帰国の件は貴族院本会議でも質問が出ているが、高橋首相は他国の全権の一部が帰国していることに触れて「徳川公爵ハ帰朝シテモ向フニハ差支ヘナイ」と答弁している。この答弁は加藤友三郎や幣原喜重郎と異なり、家達が全権としてワシントンで遂行する任務がなくなったことを証明するものでもあった。
他の全権に先駆けて帰国した家達は会議への不満を一身に受けざるを得なくなった。全権としての家達への評価は賛否両論で、6割反対運動をしていた対米同志会は「平和の攪乱者宴会使節徳川家達公は何の面目あつて帰るか」「言語道断の大失態」と非難する声明を出し、憲政会所属の衆議院議員・望月小太郎は「重大なる時機に不必要なる談論を恣にして我が国防安全七割率とは単に日本海軍専門家の私言に過ぎずと公言し全権間に一場の紛議を捲き起こし」たと批判。他方、外交評論家の小松緑は家達が会議において「円満に事を纏める素地を作」ったことを「成功」としつつ「気の毒にも、その仕事が余り表面に出なかつたので、世人から能く諒解されてゐない」と指摘した。
貴族院内の評価も賛否両論であった。まずは議長の労をねぎらう議員が大半だったが、一部の議員から批判が起き、会議の成果が成功とはいえないこと、貴族院議長を全権にすることで貴族院からの会議への批判を封じ込めようという原内閣の計略に乗せられたこと、そもそも家達が会議の議題になっている問題の専門家でなかったことなどについて批判があった。ただ家達を擁護する政友会と研究会、批判する憲政会と幸倶楽部派といった構図は表面上は見られず、目立った批判を浴びせたのは対外硬を唱える少数派であり、残りは少なくとも静観といった感があった。
河井は帰国後の家達が批判を受ける状況をできる限り減らすため、家達に隠忍自重を促す一方、内閣、貴族院、マスコミなどに謝意を表明して懇話会を開くなど融和に尽力した。書記官長としての職務範囲をはるかに超える河井の活動（ゆえに柳田に嫌われたが）は家達の大きな支えとなったと思われる。

### 全国水平社による辞爵運動

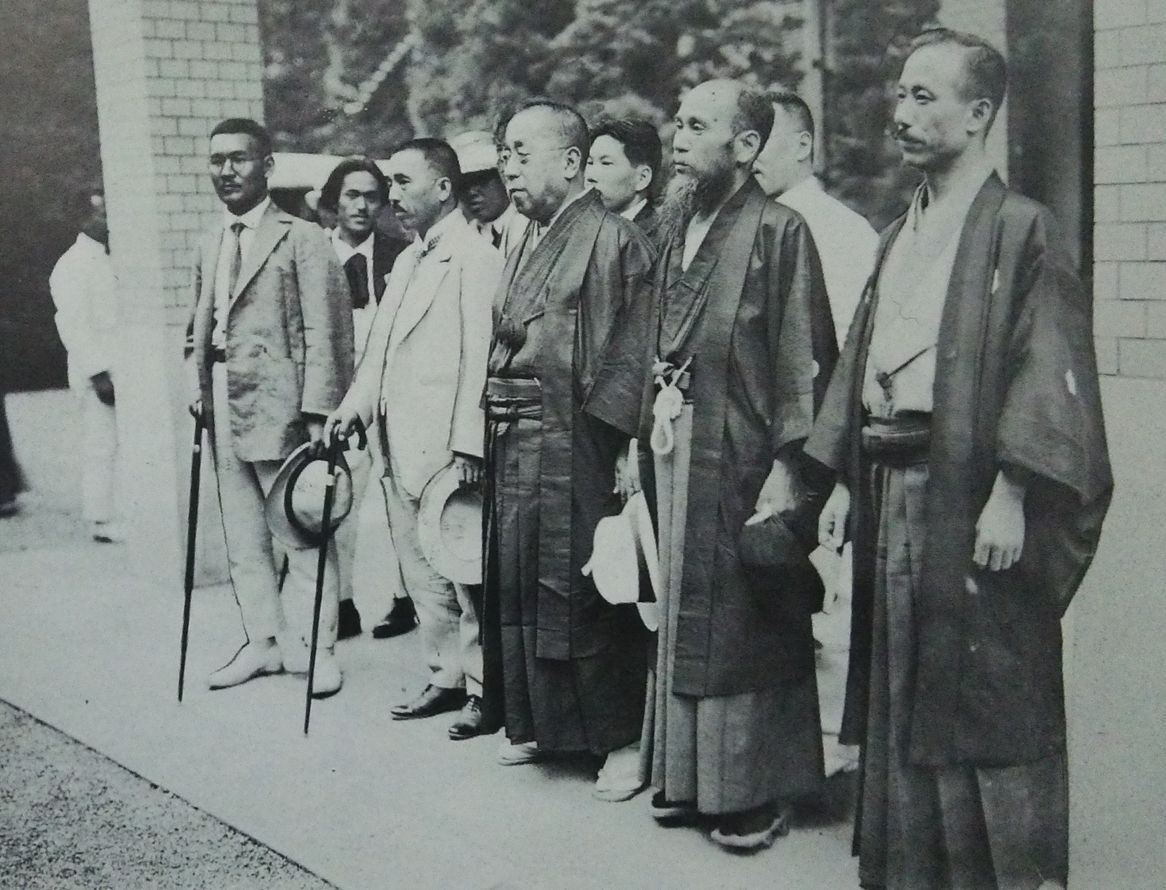
全国水平社の代表者らと会見した徳川家達（中央）

大正時代には大正デモクラシーの高まりの中で労働運動や農民運動と並んで部落差別解放運動も高まりを見せた。1922年（大正11年）の全国水平社の結成はその象徴だった。全国水平社は天皇のもと平等であるべき人民が歴代徳川将軍の悪政のせいで皇室と遮断された結果、部落差別が起きるようになったと批判し、1925年（大正14年）の全国水平社第3回大会は徳川一門に辞爵を求めることを全会一致で決議。3月から4月にかけて九州全国水平社委員長だった松本治一郎が千駄ヶ谷の徳川邸に訪問したが、家達は病気を理由に会見を拒否。松本は代わりに家令に決議案を手渡して回答を要求したが、回答はなかった。7月9日には松本とその同志2名がピストルや短刀を準備して家達暗殺を企んだとして警察に逮捕された。松本らは家達暗殺のためピストルや短刀を用意していたわけではないと主張し、最上級審の大審院まで争っていたが、結局、1926年（大正15年）3月に懲役4カ月の実刑判決が下った。
一方、家達は7月25日に全国水平社の代表者と初めて会見し「自分が公爵に列せられたのは天皇陛下の思し召しであり、勝手に辞爵することは大御心に背くことになる」と述べて辞爵を拒否した。
9月20日未明には徳川公爵邸で火災があり母屋の建物のほとんどが焼失した。当初は漏電が原因と見られていたが、翌年には放火犯として松本の世話になっていた青年が逮捕された。放火犯は懲役15年の実刑判決を受けた（徳川事件）。
明治天皇行幸を記念して「日香苑」と呼ばれていた旧邸の一部が無事だったのでしばらくはそちらで生活し、2年余後の1928年4月に焼失前の規模で再建された。

### 清浦内閣に対する立場
1924年（大正13年）1月、第2次山本内閣の総辞職後、後継首相となった元貴族院議員の清浦奎吾が貴族院の最大会派である研究会を中心とした組閣を行ったことで護憲三派などから「特権内閣」と批判された。貴族院による政党内閣潰しの動きと見た護憲三派の議員たちはこの最中の1月24日に貴族院議長の家達のもとを訪れ、清浦内閣に対する態度を質問し、その応答が新聞に掲載された。それによれば家達は「政党にも関係のないものが内閣を組織する事は立憲国に於て宜しくない事と思ふ。諸君の御承知の通り十一年程前、第一次山本内閣が倒れた時私に大命が降つた事がありますが私は直ちに之を拝辞しました、貴族院に居って政党にも関係なきものが内閣組織の退任に当るべきものではないとの私の信念の結果に外ならぬのでありました」「この度の政変に関係したものは貴族院の一部で全体ではないから、貴族院全体として誤解されない様に願ひたい」「之は皆私個人として申上げるのでありますから左様御諒承を願ひたい、貴族院の議長としては貴族院全体の決議に依らねば何も申し上げられませぬ」と答えたという。
ところがこれが「徳川議長の現閣反対意見」（『東京朝日新聞』）、「政党に関係無い者が内閣組織は間違」（『読売新聞』）といったタイトルで記事にされたことで研究会から貴族院議長でありながら内閣弾劾の口吻を漏らしたとの批判が巻き起こった。その後家達は清浦を訪問し記事の内容について訂正を行ったと報道されているが、最大会派である研究会との関係を悪化させたことは今後の貴族院運営に影響を及ぼしかねないことだった。

### 貴族院改革案をめぐって
その後、批判が高まる清浦内閣は解散総選挙に踏み切り、総選挙後護憲三派による加藤高明内閣が発足した。加藤内閣は貴族院中心の内閣に対する倒閣運動の結果成立した政権であるため、加藤内閣下では貴族院改革の議論が本格化し始めた。しかし貴族院側は院内での自発的改革を志向する議員が多く加藤内閣への反発を強めていった。1924年10月10日に加藤内閣は内閣部局内に貴族院制度改善調査委員会を設置し、その調査補助委員を貴族院議員から選出しようとしたが、家達は謝絶した。新聞報道によると加藤内閣側は改革案を貴族院の権限と貴族院の組織に関する事項に大別し、権限に関する事項は憲法に抵触しない範囲で議会法の改正によって行うとしていたが、河井は「其条項ハ少キカ如シ」と書いており、家達も同じ意見だったと思われる。
1925年（大正14年）3月10日に貴族院改革案が貴族院に提出され、貴族院本会議では加藤高明によって法案提出説明が行われ、ついで議員からの質疑があり、その後改革案は特別委員27名に付託されることが決定された。貴族院における特別委員の選定は議長指名に一任されるのが慣例となっていた。しかし研究会と交友倶楽部は「近時徳川議長が兎もすれば政府の肩を持つ嫌ひあり」として「議長一任」による特別委員会指名は加藤内閣寄りになるとして反対し、院内四派（研究会・公正会・交友倶楽部・茶話会）が共同で貴族院改革のような重大事案は議場選挙によって特別委員を決定すべしと要求。近衛文麿が研究会を代表してそれを家達に伝えたが、家達はこれを拒否した。しかし特別委員を倍数の候補者の中から選定することを近衛に返答した。つまり各派の協議により規定人数の倍の特別委員候補名簿を作らせ（今回のケースでは54名）、その中から家達が選ぶということである。家達は佐佐木に「議長は特に不公正なことはやらない。誰が見てもそうだと思う人選をするのだからよいじゃないか」と述べており、これを聞いた佐佐木は家達は各派からの干渉をよほど嫌がっていると感じた。家達はこれまで当然に行われてきた特別委員の議長一任が突然各派から批判が向けられたことに戸惑いを隠すことができない様子だったという（佐佐木にも明らかにしたように家達にはこれまで公正な人選をしてきたという自負心があった）。特別委員の指名権を持つことは家達の貴族院議員たちに対する権力の源であったからそれが揺らぎかねない事態であり河井は日記で「嗚呼」と嘆いている。
結局、改正案は特別委員会で若干の修正を施した後、3月25日に議決され、本会議で委員会報告通りに修正可決となった。
これまで貴族院議長として内閣と貴族院の融和を図り、議会政治を裏面から支えてきた家達だったが、貴族院内の院内会派が本格的に「政党化」しはじめる中で対応に苦慮していくことになる。

### 火曜会に入会
1927年（昭和2年）11月、研究会に愛想をつかした近衛文麿が一条実孝や四条隆愛、広幡忠隆、中御門経恭、中山輔親らとともに研究会を離脱し、各派に分散していた公侯爵議員を集める会派作りに着手した。佐佐木行忠によると家達はこの近衛の動きを熱心に支援していたという。家達も「僕は公侯爵団体組織の計画に加わつた同志の一人だもの、今さら新団体に入会するのは問題でない。別に秘密に計画したわけではなく、世間の人が気づかなかつたのである。話の始まりは何年も前のことだが、具体的協議に入つたのは今年晩春初夏の候だったと思う。貴族院の現状並みに将来を顧慮した近衛、木戸、細川、広幡の諸君や、死んだ二条公などが熱心に提唱したもので、僕も世襲議員の結束非ならずとして同志の一人に加わり、爾来協同して実現に骨折つた」と述べている。この計画は、互選がないゆえに「一番自由な立場」である世襲議員の公侯爵議員は「貴族院の自制」が必要だと考える者が多く、そのため公侯爵が結束してその影響力を大きくすることで貴族院を「事実上の権限縮小」「貴族院は衆議院多数の支持する政府を援けて円満にその政策を遂行させてゆく」存在にさせることができるという考えに立脚したものだった。
11月29日に近衛、細川、中御門を幹事として火曜会が発足した。公侯爵議員だけが入れる貴族院改革を掲げる団体で、当初は院内会派として必要な25名に満たなかったため社交団体として結成されたが、1928年（昭和3年）3月に貴族院交渉団体として認められた。家達も火曜会に入会した。しかし火曜会への入会で研究会の家達への不満は高まった。

### 重臣候補に
大正の間に元老は西園寺公望ただ一人となり、昭和になると彼の老齢化で後継首相に関する天皇の御下問範囲を拡張する必要性が論じられるようになった。そして1932年（昭和7年）特定の役職経験者を重臣として後継首相についての御下問を受ける存在となす重臣制度が設けられた。この重臣について当初貴族院議長や衆議院議長を対象に含む案があり、そのため家達が一時重臣候補となった。貴族院議長は憲法上の公職によって政界事情に精通していることが根拠に挙げられた。
しかし衆院議長は特定の政党との距離が近い存在であるため、客観的に政界状況を把握することが求められる重臣になるのは困難だった。貴族院議長は可能であっても、衆院とのバランスから貴族院議長だけを重臣にするというわけにもいかないので、結局両院議長を含める案は流れ、枢密院議長・内閣総理大臣経験者が重臣の範囲となった。

### 貴族院議長退任
1931年（昭和6年）には家達が貴族院議長に再任されたが、この頃には院内から辞職を求める声もだいぶ上がるようになっていた。
家達は1933年（昭和8年）の段階でも特に辞職の意思はなかったのだが、同年5月8日に右翼団体大化会の中村浩太らが徳川邸に訪問し「勧告書」なるものを差し出してきて家達の返事を要求した。内容は不明だが、後の関係者の対応から見ると家達の議長職の進退に影響が及ぶような内容だったらしく、徳川家の方では警視庁に大化会取り締まりと家達保護を求めた。
家達は旧体制打破と天皇親政国家の樹立を狙う「国家改造計画」を論じる民間右翼や皇道派青年将校から目の敵にされていた。彼らのイデオローグである北一輝の『日本改造法案大綱』には華族や貴族院の廃止が掲げられており、家達はその頂点に位置する存在であるうえ、ワシントン体制の構築に寄与した親英米派でもあり「君側の奸」の代表格と認識されていた。
5月31日には大化会会長・岩田富美夫（北一輝の子分）が徳川邸を訪問。岩田は大化会が「勧告書」を出したことを謝罪し、その返還を求める一方、この問題に警視庁が介入するのなら「却テ事端ヲ粉雑セシメ或ハ事実ヲ暴露ヲ促スノ慮アリ」と強気の態度を取った。対応した徳川公爵家の家令・成田勝郎は「十分考慮スヘシ」とだけ答えた。更に岩田は電話において『東京毎夕新聞』に関連記事の準備が整っており、徳川家の方で「至急対策ヲ講セラレンコトヲ望ム」と告げてきた。徳川家の方では大化会の脅迫には一切応じないことを決定したが、警視庁としては大化会が「不当ノ範囲」に及んだ場合初めて取り締まりができるので徳川家の意向に十分応じることはできなかった。そのため大化会が「暴露戦術」を取らないうちに家達は速やかに辞職するしかなくなった。
6月に入ると新聞紙面でも家達の議長辞職が取りざたされるようになったが、そこでは健康問題が理由とされており、6月2日に開催された徳川家の家政相談役会を経て非公式に斎藤実首相に辞意が伝えられたという。6月9日に家達は議長を辞した。表面上は議長在任30年を契機にした辞職とされていたので大きな騒動にはならなかった。
なお死去まで長男・家正に爵位を譲ることはなかったので公爵議員として貴族院議員の地位は死去まで維持している。

### 貴族院議長以外の活動

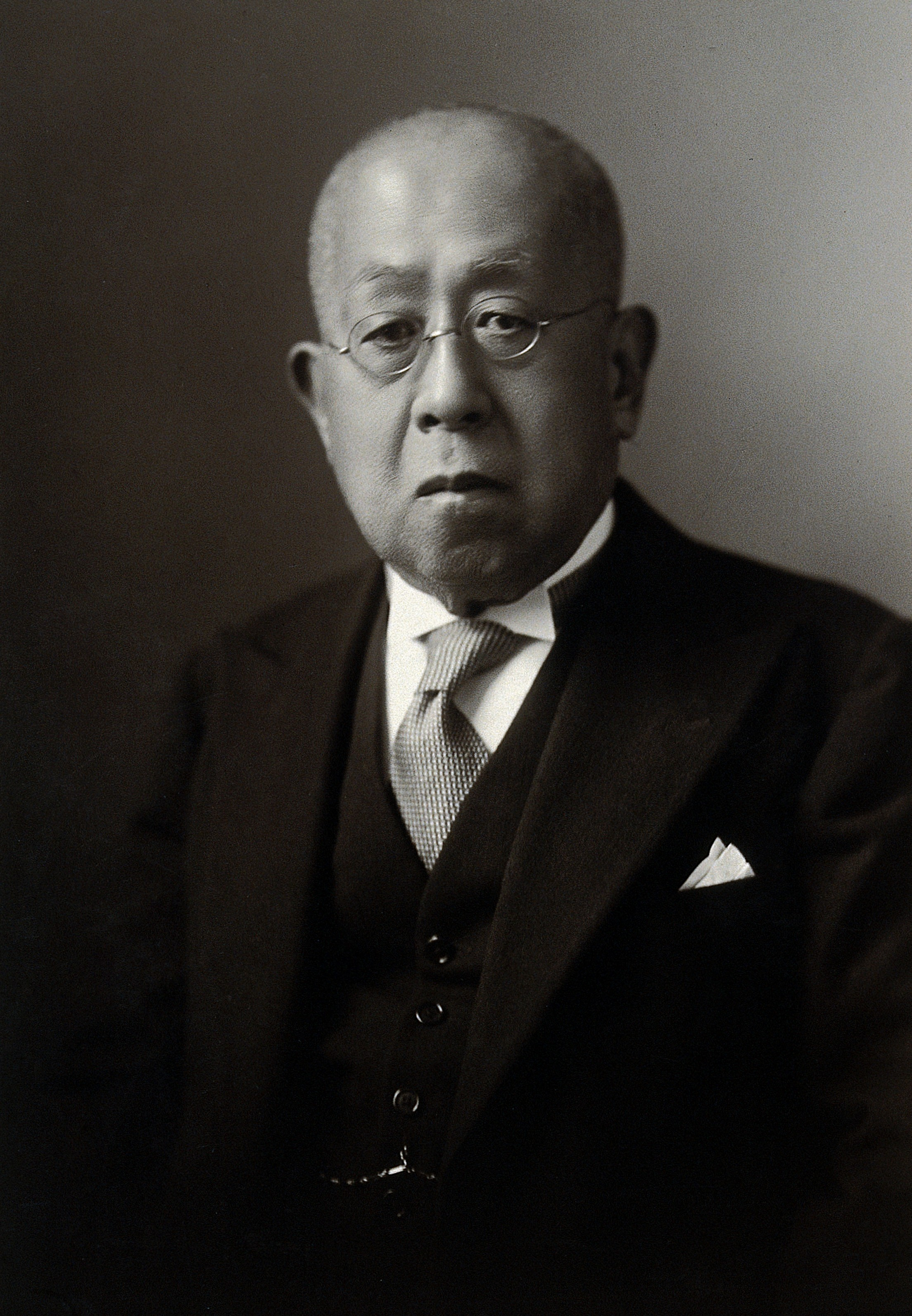
1936年（昭和11年）の徳川家達

1913年（大正2年）に恩賜財団済生会会長、1915年（大正4年）に明治神宮奉賛会会長に就任。1921年（大正10年）には大日本蹴球協会（現在の日本サッカー協会）の名誉会長として、その発足に立ち会っている。
1929年（昭和4年）11月、第6代日本赤十字社社長に就任。1933年（昭和8年）年8月、翌年東京で開催される予定の第15回赤十字・赤新月国際大会への協力を求めるため、欧米へ発った。翌年4月5日に横浜港に帰るまで、10か月にも及ぶ長い旅だった。なお、この国際大会はアジア初の国際会議となった。さらに1936年（昭和11年）12月には、1940年東京オリンピック招致成功を受けて、東京市や大日本体育会（現在の日本スポーツ協会）などを中心として設立された「第十二回オリンピック東京大会組織委員会」の委員長に就任した。

### 第1次近衛内閣について
1937年（昭和12年）、同年に成立した義理の甥・近衛文麿の第1次内閣に関連して「私が議長をしてゐる間にもさう思つて来たことであるが、貴族院と衆議院との両院がある以上、どこの立憲国でも同じことであるが、議員には自ら、主領株の議員と、陣笠、などといふのは大変失礼な言葉でよくないが、陣笠議員とがある。即ち、議員の内にも他を導く議員と、導かれて行く議員と必らずある。此の主領株の議員、衆議院の主領株の議員、貴族院の主領株の議員達は、なるべく互ひに接触しあつて、国事に就いて意思の疎通を図るべきではないか、例へば今度の北支事件に就いても挙国一致の申合はせをして、近衛内閣を援けるとか、さういふことが議会政治のためによいと思ふ」と近衛を応援している。
これは家達の30年にわたる議長としての態度を回顧したものでもある。家達は各派交渉委員（＝「主領株」議員）や内閣との会合に頻繁に催すこと、貴衆両院議員間の懇親を深めることを重視してきた。そのような行為が時の内閣を支援するためになるという発言である。

### 薨去
1938年（昭和13年）5月には第16回赤十字国際会議出席のために横浜から出港し、カナダ経由でロンドンへ向かったが、カナダ旅行中に発病して急遽帰国した。
その後、千駄ヶ谷の徳川邸で日本赤十字社病院（現在の日本赤十字医療センター）の青柳博士を主治医にして療養生活を送っていたが、1940年（昭和15年）6月5日午前0時4分、急性肺炎を併発して76歳で薨去。翌6日午前10時30分、弔問として昭和天皇から勅使・侍従小出英経が徳川邸に差遣され、従一位大勲位菊花大綬章を追贈された。大勲位は単に家柄だけで獲得できる爵位とは異なり、実際の功績に基づいて決められ、宮中席次において最高であった。家達はこれ以前貴族院議長退任に際してや満洲事変の論功行賞に際して大勲位とすることが取り沙汰されていたが、生前には実現せず、死後に国家への功労度が最高度と認定され、爵位と勲等という二系統の「権威のヒエラルキー」において頂点に立つ形となった。この叙勲に妻の泰子は「臣下の頂ける最高の勲章」であると涙を流したという。9日午後2時にも勅使として侍従・牧野貞亮子爵が徳川邸に差遣され、誄、祭資、幣帛、供物、花を下賜された。
葬儀は11日に上野・寛永寺で執り行われた。午前10時50分頃に千駄ヶ谷邸を出た霊柩車は、四谷大木戸、市谷見附、水道橋、松住町を経路して寛永寺に入った。同寺の近くでは江戸消防記念会の約150人が揃いの半纏を着て木遣で見送った。寛永寺での葬儀は午後1時より挙行され、喪主は長男の家正。葬儀委員は海軍大将井出謙治が務めた。会葬者には米内光政首相もいた。勅使の平松侍従、皇后宮御使の岡部事務官、皇太后宮御使の清閑寺良貞伯爵、陸軍参謀総長閑院宮載仁親王、海軍軍令部総長伏見宮博恭王の御直拝もあった。
続いて午後3時から4時まで告別式が営まれた。参列者は3500人を超え、付近一帯では自動車の渋滞が引き起こされる事態が発生している。その後、遺骸は第二霊廟境内の徳川家累代の墓に埋葬された。

## 人物

### 貴族院議長としての姿勢

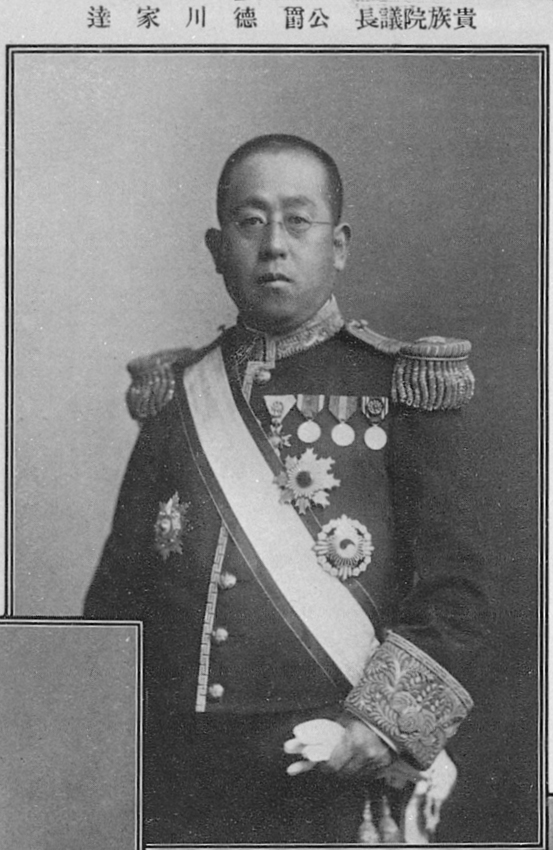
貴族院議長 公爵 徳川家達（『帝国議会議員通覧』）

- 家達は貴族院議長として日本の立憲政治史を振り返って帝国議会は「国運の進展、民福の増進」に貢献し、その中でも貴族院は「或は同一案件を慎重に審議するの実を挙げ或は衆議院の決議の偏倚せむとするものを矯正するの効を挙げ或は他院を掣肘して議会先制の弊より免かしめ」てきたと評価した。家達にとってこのような効果が「二院制度の妙味」だった[120]。家達が議長をしていた30年間は、桂園内閣に始まり、憲政の常道の終焉とほぼ重なる。その間、超然内閣・中間内閣・政党内閣といった様々な形態の内閣が誕生したが、貴族院はそれらとある時には対立し、またある時に協調してきた。議長たる家達はそのような明治立憲制の進展に対応すべく、政治過程への直接の介入を避けつつ、伊藤博文が『憲法義解』で示したような貴族院が内閣・衆議院の間の「上下調和の機関」となるべく、その間を取り持ち、円滑な議会運営がなされるため必要な協議の場の主催者たろうとし続けた[121]。院内においても各会派に「公正」で、議場では議院の自治を重んじ、決定された「院議」に従順な議長であろうとした[121]。しかし本格的な政党政治の登場と護憲運動による貴族院批判の高まりによって貴族院が「上下調和の機関」たるに困難な状況が生じ始めた時、家達は新しい時代の貴族院の有り様を問い直すようになり、貴族院は国民の信任に基づいて成立した政党内閣を支援する穏健な第二院に移行させようという模索を始めた。その表れが火曜会への参加だった[121]。しかし憲政の常道期に起きたことは頻発する政党の汚職事件と、それに伴う政党政治そのものへの不信の増大だった。満州事変を契機に国民の支持は政党を離れて軍に移っていった。それは家達が上記の模索をしていた矢先のことであって、模索の前提たる政党政治が自壊し始めてしまったのであり、家達が議長を退くのはその直後の事だった[122]。
- 家達は、貴族院は衆議院と違って体面を重んじるべきであるという考えを強くもっており、議場で「ノー」とか「ヒヤヒヤ」といった賛否の大声をあげることを非常に嫌い、拍手も制止したことがあった[123]。
- 家達は貴族院議員たちの姓名・経歴・性格まで知悉していたという[123]。
- 政治評論家の鵜崎熊吉が1913年（大正2年）に著したところによれば、家達が貴族院議長として議員たちに臨む態度は「征夷大将軍の三百諸侯に臨むが如く、飽まで威圧的」だったというが「人物としては格別称するに足らざるも、議長としては確かに忠実の二字を冠するに堪ふ」と評価し、特に議場を整理するという議長の本分に関して「公事に於ては公は又一点の情誼を許されない」とし、その公平性を「理想的議長の態度」と評価している[124]。また衆議院議員の尾崎行雄は、重要な議事がある場合には衆議院の傍聴席に必ず家達の姿があり、勤勉さに感心させられたと述べている[123]。
- 貴族院の副議長は家達が用便で席を空けた時だけ議長席に座るので俗に「小便議長」と呼ばれたが、年老いた後の家達は用便で席を外す頻度が増えたので副議長はいつでも代れるように待機していなければならなくなり、退屈かつ苦痛な仕事であると、1931年（昭和6年）に近衛文麿が副議長に就任した際の新聞報道で報じられている[125]。

### その他
- 勝海舟は 「三位様（家達）は、元来人に可愛がられるたちで、学問も相応にあり、至極正直で勉強家だからお上にも始終お目を懸け下さるよ。このごろはあんなに日増しに肥満せられるから、おれは十分に御運動なさいと勧め申したが、その通り昨今は絶えず運動しておられるようだ。流石に征夷大将軍の血脈を受けておられるだけあって、どことなく人と違う所があるよ」と述べている[126]。
- 趣味の囲碁はアマチュアトップクラスで、1926年（大正15年）に喜多文子五段に二子というわずかなハンディの対局で勝利した棋譜が残されている。プロ棋士の福井正明は、アマチュアの全国大会があったら優勝しても不思議ではないほどの実力と評している[127]。
- 家達と慶喜の関係は複雑だった。家達はよく「慶喜は徳川家を滅ぼした人、私は徳川家を建てた人」と自負していた[128]。静岡で暮らしていた頃の慶喜は身分の上でも経済面でもすべて家達の管轄下に置かれていた。東京の家達からの送金で生活し、慶喜の家令や家扶は家達により任命され、慶喜はその辞令を渡すだけだったという[128][129]。また慶喜は東京の家達に預けた慶喜の娘たちに家達に従順であるよう「厳しく申し渡」したという。慶喜の七女・波子が松平斉民の四男・斉からの求婚を嫌がった際には彼女を静岡まで呼びつけて家達の世話になっている身であることを言い聞かせて辛抱するよう命じたという[130]。慶喜が上座に座っていたとき、家達が「私の席がない」というと慶喜が慌てて席を譲ったという逸話もある[128]。慶喜が宗家と別に公爵になった後に初めて慶喜は経済的に家達から自立するようになった。株式配当や国債購入の利子収入などをかなり得るようになったためである。慶喜家の家扶による「家扶日記」もそれまで家達のことを「殿様」と呼んでいたのが、慶喜が公爵に列したのを機に「千駄ヶ谷様」「十六代様」「従二位様」などに変わっており、それまでの「御本邸」という表現も「千駄ヶ谷」「千駄ヶ谷御邸」などに変化している。「家扶日記」では1902年（明治35年）9月3日を最後に慶喜家への宗家からの送金は確認できなくなる[131]。

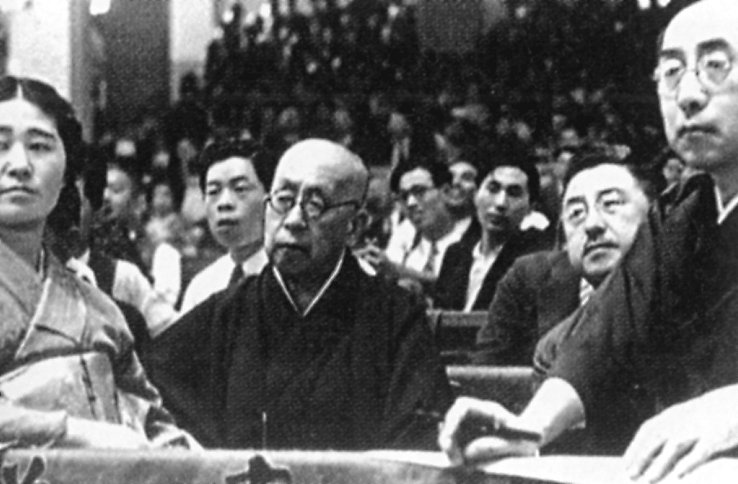
1927年、東京大相撲大阪場所を観戦する徳川家達（中央）

- 相撲好きで国技館の常連として有名であった。『名流漫画』（森田太三郎著、1912年、博文館）によれば「春夏二期の本場所に正面桟敷五六段の処に黒紋付を着たる公の姿を見ぬ事は無い程な角力好きで、時々何か頬張り乍ら見て居られる」という[132]。野村胡堂が贔屓の力士がいないように思えるとたずねたところ、好きな力士はいるが「家来や側近の者たちに、差別的な顔を見せてはならぬ。かりに、心の中で好き嫌いがあったとしても、絶対に色を表してはならない。こういう習慣で育ってきたのです」と答えた[133]。長男の家正は子供の頃の回顧で「父は、一さい贔屓力士をつくらぬ主義で、永い間相撲を真に楽しもうとすれば、それに限るので、私は、今でも同感であるが、父とても人間の感情で、あれはいゝ力士だとか、あれはどうも、というようなことはあつたにちがいないから、私が洋食に連れられて行つたのは、その日どれか、会心の勝負があつたというようなことであつたかもしれない」と述べている[132]。1922年（大正11年）、イギリスのエドワード皇太子（後の英国王エドワード8世）来日時に自宅に招いた折には、両国国技館から四本柱を運ばせ、横綱の大錦や栃木山ら十数名の力士を呼んで相撲を披露している[134][137]
- 同性愛の指向があり、華族会館の給仕を鶏姦し[138]、そのことが度重なり、給仕に事を荒立てられ、1917年（大正6年）頃、この醜聞の口止め料として1万円（当時は大卒の初任給が50円程）を支払った。このため、実弟の徳川頼倫は牧野伸顕に「兄が恥を知らず、今なお公職を執り、引退の考えがないのは困ったものだ」と嘆いたことがあった。倉富勇三郎が牧野から聞いたところによると、家達の同性愛指向は華族間では知る者も多く、貴族院議員・松浦厚はこれに基づき家達の学習院総裁就任の話を潰したことがあるという[139]。
- 外交官であった石射猪太郎の回顧録「外交官の一生」によると、ワシントン会議の際、日本全権団の要人である「Ｐ・Ｔ」なる人物が、全権顧問モーアの下で雇用されていた女性タイピストに対してセクシュアル・ハラスメントをはたらいた。この「Ｐ・Ｔ」は家達（Prince Tokugawa＝徳川公爵のイニシャル）であると考えられる[140]。なお、この一件はモーアがタイピストを宥めて表沙汰になることを防いだが、同じく全権委員であった駐米大使の幣原喜重郎には報告されたという。
- 貴族院議長時代、当時貴族院書記官長だった柳田國男と仲が悪く、これが原因で柳田は貴族院を辞した。両者の不仲の理由について、潔癖な柳田が家達の女性関係を咎めたためであろうと岡谷公二は推測している[141]。一方、永井和は、家達が自らの同性愛スキャンダルを柳田に暴露されるのではないかと恐れていた可能性を指摘している[139]。
- 玄孫にあたる徳川家広は家達と徳川家茂が瓜二つな容姿をしていたことを挙げている[142]。

## 財産・家政
家達の資産の元となっているのは1876年（明治9年）に家禄（廃藩置県後に旧来の俸禄に代えて政府が供与した禄米。家達は2万1021石だった）に代えて発行された金禄公債である。しかし徳川宗家には賞典禄が付かなかったので、家禄のみで算定され、家達の金禄公債の額は56万4429円だった。その順位は10位にとどまっており（1位島津公爵家132万2845円、2位前田侯爵家119万4077円、3位毛利公爵家110万7755円、4位細川侯爵家78万280円、5位尾張徳川侯爵家73万8326円、6位紀州徳川侯爵家70万6110円、7位山内侯爵家66万8200円、8位浅野侯爵家63万5433円、9位鍋島侯爵家60万3598円に次ぐ）、旧大藩大名の中では特段に高い方というわけではなかった。
1917年（大正6年）のダイヤモンド社発行の『全国株主要覧』によれば家達は第一銀行1万1200株、日本銀行108株、日本皮革100株、浅野セメント8355株、十五銀行5894株、合計2万5767株、市価換算で209万円分を保有している。しかし三菱財閥総帥の岩崎久弥が1794万円、島津忠義が699万円、松平頼寿が438万円、徳川慶久が204万円、徳川頼倫が183万円の株式を保有していたことを考えると特別に傑出した大株主というわけではない。
有価証券以外に土地資産があった。千駄ヶ谷の10万坪を超える敷地と邸宅（建坪は900坪だったという）の他にも神奈川県逗子、栃木県日光、静岡県久能山近くに別荘を保有しており、山林などの所有もあったようである。
家達自身はイギリス流ハイカラ紳士であり、その生活スタイルは一見すると近代的西洋的だったが、江戸時代の封建主義の名残を残していた時代でもあり、家達も家政においては依然として「殿様」然としていた面がある。徳川公爵家には静岡藩主時代より規模を縮小しつつも家政組織が存在した。徳川家のものと見られる『家務規定』（江川素六文書）によれば家職には上から家令、家扶、家従、家丁、嘱託、雇員の階級があり、さらに家職以外の使用人に馭者、給仕、小使、馬丁があったという。1名の家令、2名から3名の家扶が使用人たちを指揮する体制を取っていたという。初期の徳川公爵家の家職就任者には旧幕府・静岡藩時代からの旧臣が多く、この場合はもちろん家達より年長者になるが、やがて同世代の者が増えていき、ついには年下ばかりになった。執事にあたる家令には溝口勝如（旧幕府陸軍奉行・旧伊勢守）、平岡芋作（旧幕府歩兵差図役・陸軍大佐）、山内長人（陸軍中将）、成田勝郎（海軍少将）、木原清（陸軍中将）などが就任した。将官クラスの軍人だった者が多いが、彼らも家政においては使用人に過ぎず、徳川家の子女たちは彼らを呼び捨てにしていた。こうした使用人と別に家政相談人があった。彼らは使用人ではなく外部の立場から家政に助言してもらうよう委託された資産家や有識者である。資産管理とその運用についての相談が大きな比重を占めていたと思われる。

## 栄典
位階
- 1896年（明治29年）1月31日 - 正三位[151]
- 1901年（明治34年）12月20日 - 従二位[152]
- 1909年（明治42年）12月27日 - 正二位[153]
- 1940年（昭和15年）6月5日 - 従一位[154]

爵位
- 1884年（明治17年）7月7日 - 公爵[155]

勲章等
| 受章年                     | 略綬 | 勲章名                   | 備考 |
| -------------------------- | ---- | ------------------------ | ---- |
| 1886年（明治19年）6月24日  |      | 木盃一個                 |      |
| 1886年（明治19年）12月7日  |      | 木杯一組                 |      |
| 1886年（明治19年）12月7日  |      | 木杯一個                 |      |
| 1888年（明治21年）10月15日 |      | 木杯一個                 |      |
| 1889年（明治22年）11月25日 |      | 大日本帝国憲法発布記念章 |      |
| 1891年（明治24年）3月24日  |      | 木杯一組                 |      |
| 1894年（明治27年）2月2日   |      | 木杯一組                 |      |
| 1896年（明治29年）3月29日  |      | 銀盃一組                 |      |
| 1897年（明治30年）5月25日  |      | 木杯一組                 |      |
| 1897年（明治30年）6月30日  |      | 勲四等瑞宝章             |      |
| 1899年（明治32年）1月21日  |      | 木杯一組                 |      |
| 1900年（明治33年）11月1日  |      | 木杯一組                 |      |
| 1905年（明治38年）6月27日  |      | 銀杯一組                 |      |
| 1906年（明治39年）4月1日   |      | 勲一等旭日大綬章         |      |
| 1907年（明治40年）4月9日   |      | 木杯一組                 |      |
| 1910年（明治43年）3月16日  |      | 金杯一組                 |      |
| 1910年（明治43年）3月25日  |      | 木杯一組                 |      |
| 1912年（大正元年）8月1日   |      | 韓国併合記念章           |      |
| 1912年（大正元年）8月22日  |      | 木杯一組                 |      |
| 1914年（大正3年）6月18日   |      | 金杯一組                 |      |
| 1914年（大正3年）12月17日  |      | 木杯一組                 |      |
| 1915年（大正4年）11月10日  |      | 大礼記念章（大正）       |      |
| 1918年（大正7年）12月20日  |      | 銀杯一個                 |      |
| 1919年（大正8年）2月11日   |      | 金杯一組                 |      |
| 1920年（大正9年）2月20日   |      | 金杯一個                 |      |
| 1920年（大正9年）11月1日   |      | 金杯一組                 |      |
| 1921年（大正10年）7月1日   |      | 第一回国勢調査記念章     |      |
| 1921年（大正10年）10月12日 |      | 紺綬褒章                 |      |
| 1922年（大正11年）12月23日 |      | 銀杯一組                 |      |
| 1924年（大正13年）2月11日  |      | 旭日桐花大綬章           |      |
| 1928年（昭和3年）5月4日    |      | 紺綬褒章飾版             |      |
| 1928年（昭和3年）11月10日  |      | 金杯一個                 |      |
| 1929年（昭和4年）2月16日   |      | 紺綬褒章飾版             |      |
| 1930年（昭和5年）5月21日   |      | 紺綬褒章飾版             |      |
| 1931年（昭和6年）5月1日    |      | 帝都復興記念章           |      |
| 1931年（昭和6年）12月12日  |      | 紺綬褒章飾版             |      |
| 1932年（昭和7年）1月14日   |      | 御紋付銀盃               |      |
| 1933年（昭和8年）6月14日   |      | 紺綬褒章飾版             |      |
| 1933年（昭和8年）7月17日   |      | 紺綬褒章飾版             |      |
| 1938年（昭和13年）2月11日  |      | 金杯一個                 |      |
| 1940年（昭和15年）6月5日   |      | 大勲位菊花大綬章         |      |

外国勲章佩用允許
| 受章年                     | 国籍               | 略綬 | 勲章名                                 | 備考 |
| -------------------------- | ------------------ | ---- | -------------------------------------- | ---- |
| 1905年（明治38年）10月20日 | 大韓帝国           |      | 勲一等太極章                           |      |
| 1907年（明治40年）1月17日  | 大清帝国           |      | 頭等第三双龍宝星                       |      |
| 1907年（明治40年）6月12日  | 大韓帝国           |      | 大勲位李花大綬章                       |      |
| 1918年（大正7年）7月3日    | イギリス帝国       |      | ブリティッシュエンパイア第一等勲章     |      |
| 1919年（大正8年）10月8日   | フランス共和国     |      | ルコンネサンスフランセエーズ第一等記章 |      |
| 1920年（大正9年）3月7日    | ベルギー王国       |      | 王冠第一等勲章                         |      |
| 1920年（大正9年）3月13日   | ユーゴスラビア王国 |      | 白鷲第一等勲章                         |      |
| 1920年（大正9年）7月28日   | ベルギー王国       |      | ロワアルベール記章                     |      |
| 1930年（昭和5年）12月25日  | ドイツ国           |      | 赤十字第一等名誉章                     |      |
| 1934年（昭和9年）3月1日    | 満洲帝国           |      | 建国功労章                             |      |
| 1935年（昭和10年）9月21日  | 満洲帝国           |      | 満洲帝国皇帝訪日紀念章                 |      |
| 1935年（昭和10年）10月28日 | ドイツ国           |      | 無綬赤十字名誉星章                     |      |

## 子女
- 妻：近衛泰子（近衛忠房長女）
  - 長男：徳川家正
  - 長女：綾子（侯爵松平康昌室）
  - 次女：綏子（公爵鷹司信輔室）
  - 三女：繁子（伯爵松平直国室）

## 偏諱を与えられた人物
- 徳川達孝（実弟）
- 徳川達成（甥（達孝の子））
- 徳川達道（さとみち、一橋茂栄の子、宗敬の養父）

## 著作
- 徳川家達『近世日本の儒學 : 徳川公繼宗七十年祝賀記念』徳川公繼宗七十年祝賀記念會、岩波書店、1939年。 NCID BN01871389。
- 田川大吉郎、徳川家達『國際聯盟講座』95号、国際連盟協会、國際聯盟協會〈國際聯盟協會叢書〉、1930年。 NCID BA78085311。

## 家達を演じた俳優
- 鎌田佳裕（1998年大河ドラマ『徳川慶喜』）
- 小林海人→私市夢太→吉武怜朗（2008年大河ドラマ『篤姫』）
- 三谷昌登（2021年大河ドラマ『青天を衝け』）